# Decalepis
Decalepis Wight & Arn., 1834 è un genere di piante della famiglia delle Apocynaceae (sottofamiglia Periplocoideae).

## Descrizione
Il polline delle specie di questo genere è organizzato in tetradi che si agglutinano a formare dei piccoli ammassi globulari (pollinii) simili a quelli descritti nelle Orchidaceae. Inizialmente i pollinii giacciono liberi all'interno delle antere; dopo l'antesi sono esposti in strutture specializzate dette traslatori,  costituite da una struttura di supporto a forma di cucchiaio munita di un disco adesivo, che aderisce agli insetti impollinatori.

## Tassonomia
Il genere comprende le seguenti specie:
- Decalepis arayalpathra (J.Joseph & V.Chandras.) Venter
- Decalepis hamiltonii Wight & Arn.
- Decalepis khasiana (Kurz) Ionta ex Kambale
- Decalepis nervosa (Wight & Arn.) Venter
- Decalepis salicifolia (Bedd. ex Hook.f.) Venter